# Младен Николов
Младен Николов Стоянов е български психолог.
Роден е в село Чупрене на 13 март 1881 година. Първоначално завършва педагогическото училище в Лом, а след това и философия. По-късно защитава докторат по психология в Бернския университет. До 1925 година работи като секретар на Софийския университет. Известно време е учител в София и има частна практика като психоаналитик. Самият той превежда няколко труда на Фройд като: „Пет лекции върху психоанализата“ (1927) и Несъзнателното (1932). Петте лекции е и първата преведена книга относно психоанализата в България. През 1947 г. е директор на гимназията в Белоградчик.

## Творчество
- Психоаналитичната метода и нейното значение за науката и живота (1922)
- Психоанализата, ключ за разбиране на душите (1926)
- Любов и психоневроза (1934)
- Психологични основи на въздържанието (1934)
- Отражение на психоанализата върху педагогията (1942), София: печ. Кооп, (Психол. библ. ; № 6)